# سن-سمفرین-سور-سائن
سن-سمفرین-سور-سائن (به فرانسوی: Saint-Symphorien-sur-Saône) یک کمون در فرانسه با جمعیت ۳۳۳ نفر است که در Canton of Saint-Jean-de-Losne واقع شده‌است.